# Умалат-бек Буйнакский
Умалат-бек Буйнакский (кум. Умалат Бек Бойнакълы), в русских источниках известен также как Аммалат-бек  — кумыкский военно-политический деятель времëн Кавказской войны, Тарковский шамхал (провозглашён имамом Гази-Мухаммадом в 1831 году), наиб Северо-Кавказского Имамата. Активный участник восстания 1818—1819 годов (один из предводителей акушинцев в битве с Ермоловым), движения Бейбулата Таймиева 1825 года, предводитель восстаний в Шамхальстве 1823 и 1831 годов.

## Происхождение и ранние годы
Умалат-бек происходил из рода кумыкских правителей Шамхалов, был сыном крым-шамхала (титул, даруемый наследнику шамхальского трона) Шабаза Тарковского. Последний был старшим в роду и должен был наследовать трон, но Российская империя поддержала линию Мехти Тарковского — человека менее способного, но более преданного России. Умалат-бек  стал зятем Мехти II, однако развёлся с дочерью шамхала после того, как она ослепла, порвав тем самым с шамхальским домом.

Буйнакцы помнят славного наездника, вспоминают его отвагу и ловкость и охотно рассказывают о его набегах, при которых только одно удальство помогало ему прятать концы и выходить из воды сухим по отношению к русским.
Умалат-бек вынужден был довольствоваться скромным титулом Буйнакского эмира. В скором времени, он начал переговоры с аварским ханом Султан-Ахмедом, который по происхождению так же из кумыкского рода шамхалов, унаследовал трон аварских ханов, женившись на вдове умершего аварского хана, до этого являвшись князем мелкого кумыкского владения Параул, Умалат этими переговорами  рассчитывал вернуть себе законное владение. Кроме того, по некоторым данным, Умалат-бек влюбился в дочь хана Салтанет, славившуюся своей красотой.

## Кавказская война

### Антиермоловская коалиция
Ахмед-хан Аварский и его брат Хасан-хан Мехтулинский стали собирать под своими знаменами всех недовольных русской властью. В рядах дагестанцев оказался, помимо Умалат-бека, и изгнанный ширванский хан Ших-Али. Склонялись к союзу северные кумыки (аксаевцы и эндиреевцы), недовольные постройкой русских крепостей, Акушинский союз ответил отказом на просьбу Ермолова дать аманатов (заложников) в обеспечение верности России.
Боевые действия начались в Кайтаге, где объединённые дагестанские войска (в том числе и Умалат со своими сторонниками) осадили русский гарнизон в кумыкском ауле Башлы (1818 год). Русский отряд под командованием Пестеля был вынужден отступить от Башлы, потеряв 500 человек. Победа горцев произвело громадное впечатление не только на местное население, но и на настроения в Иране. Ермолов принял решительные меры против восстания: был снаряжён поход в Мехтулинское ханство, сожжены крупные центры восставших - Параул и Дженгутай.
Умалат-бек уходит в Акушу и возглавляет горцев в сражении акушинцев с Ермоловым.
После поражения, акушинцы покорились и выдали зачинщиков восстания (в основном, мехтулинцев), в том числе, и Умалат-бек. Пленные были приговорены к казни, но Умалат-бек восхитил А.П.Ермолова. Вот как описывает этот эпизод Василий Потто:

Как уроженцу шамхальства ему угрожала позорная казнь, и если он не был повешен, то только благодаря заступничеству Верховского и необыкновенному присутствию духа и презрению к жизни, выказанным им перед главнокомандующим. Когда тот, грозно упрекая его за измену, объявил, что он будет повешен, Амалат,– рассказывает Цылов,– продолжал хладнокровно гладить собаку Ермолова и потом, вежливо поклонившись ему, молча и гордо отошёл к ожидавшим его солдатам. Говорят, что Ермолов, пораженный этим спокойствием, сказал: “Да сохранит меня Бог лишить жизни человека с таким возвышенным духом!” 
Евстафий Верховский взял под опеку Умалат-бека, рассчитывая сделать из него человека полезного для России.

### Убийство полковника Верховского
Умалат-бек, казалось бы, поддавался влиянию Верховского, однако это было лишь лицевой стороной медали. Буйнакский бек по-прежнему желал занять шамхальский трон. Постепенно отношение к Верховскому стало ухудшаться, и Умалат-бек начал переговоры с аварским ханом,обещавшим помочь с завоеванием Шамхальства. Катализатором для активных действий стало известие о том, что шамхал пытался склонить Верховского к убийству Умалата, а Верховский, не согласившись на убийство, решил увезти Буйнакского бека в Сибирь. Обер-квартирмейстер Грузинского полка действительно собирался покинуть Дагестан для женитьбы. По мнению Василия Потто, это была искусная интрига аварского хана, пытавшегося таким образом склонить Умалата на свою сторону. Султан-Ахмед Аварский в скором времени встретился с Умалат-беком, сказав о том, что его дочь Султанетта засватана за врагом бойнакского бека сына Мехти II Абу-Муслима, а получить Султанетту Умалат-бек сможет только после того, как принесёт голову Верховского в качестве калыма. Подходящий случай подвернулся во время похода царских войск на взбунтовавшееся аварское селение Аймаки:

С восходом солнца, девятнадцатого июля отряд Верховского выступил из Карабудакента. Утро было свежее и ясное, туманы ещё лежали в удолиях, и Верховский, въезжая на вершины, каждый раз останавливался, чтобы полюбоваться окрестными видами. Его сопровождали штаб-лекарь Апшеронского полка Амарантов и переводчик, а шагах в пяти сзади ехал Амалат со своими двумя нукерами. Амалат был, видимо, в волнении; он несколько раз пускал своего коня вскачь, как бы стараясь заглушить в себе кипевшее чувство мщения, и опять подъезжал к Верховскому, мучимый сомнениями и нерешимостью. А тот спокойно ехал, грустный и задумчивый. Быть может, и его сердце томилось тайным и горьким предчувствием. Наконец, между селениями Губден и Атемиш, Амалат-бек в последний раз пустил своего коня во весь опор и вдруг, обернувшись в седле, выстрелил в Верховского. Пуля поразила его прямо в сердце, и он молча, медленно свалился с седла. Пользуясь замешательством, Амалат указал своим изумленным нукерам на ущелье и как стрела, ринулся в горы. 
Убежав в горы, Умалат-бек с помощью «подкупленного татарина» проник на кладбище в Дербенте и выкопал голову Верховского, которую нужно было доставить в горы. Но в Хунзахе его ждал страшный удар. Султан Ахмед-хан умер через 11 дней после убийства Верховского, а вдова аварского хана Паху-Бике приняла пророссийскую позицию. Умалат-бек остался ни с чем.

### Шамхальское восстание 1823 года
Смерть аварского хана помешала лишь совместному выступлению феодалов. Недовольство среди широких слоев населения Тарковского шамхальства слабовольным Мехти II, державшимся на троне только благодаря поддержке Российской империи, достигло своего пика. Недовольные строгостью русского пристава, таркинцы убили его и двух казаков и, собравшись в количестве трёх тысяч, атаковали крепость Тарки. Таким же образом и развивались события и в кумыкских аулах Эрпели и Каранай, в которых были убиты пристав, известный своими злоупотреблениями, и его переводчики. Умалат-бек оказался предводителем восставших. Против восставших была снаряжена экспедиция под командованием генерал-майора фон Краббе.
29 июля 1823 года фон Краббе штурмом взял аул Каранай, испепелив его. Главные силы мятежников расположились в Эрпели, более пригодном для защиты из-за его нахождения в лесистой местности, что ограничивало применение артиллерии. На следующий день фон Краббе напал на Эрпели, но встретил там упорнейшее сопротивление. Русским удалось овладеть половиной аула, однако к вечеру они были вынуждены поспешно отступить и преследовались горцами до самой Темир-хан-Шуры. Умалат-бек разбил войска фон Краббе. По версии фон Краббе, все мятежники были истреблены, а аулы разрушены. Однако по оценке известного кавказоведа Н. И. Покровского, в реальности генерал-майор потерпел под Эрпели жестокое поражение. На неудачу похода фон Краббе обращали внимание В.А.Потто и английский учёный Джон Баддели.

Мятеж, действительно, подавлен не был; напротив, он угрожал разгореться с большой силой. По дорогам повсюду стали появляться вооруженные толпы аварцев, койсубулинцев, приезжих чеченцев и даже хищников из южных татарских областей. Возмутились снова и жители Мехтулы, нашедшие сочувствие к себе среди шамхальцев. Пристав Батырев явился в Дженгутай и, собрав старшин, стал грозить им саблею; они выхватили свои – и Батырев с двумя казаками были изрублены. Амалат в это время уже был среди койсубулинцев, которые приняли его с торжеством в Унцукульской мечети, отвели ему помещение и назначили содержание. Положение становилось все серьезнее и серьезнее.
Горцы атаковали русский отряд под командованием Евреиновым под Кафыр-Кумуком, но потерпели чувствительное поражение. В скором времени, в район восстания прибыл А.П.Ермолов с подкреплениями. Среди восставших мехтулинцев и койсубулинцев стали появляться партии, призывающие к миру. Умалат-бек был вынужден удалиться в общество Анди.

### Умалат-бек в войсках Имамата
В 1825 году вспыхнуло антирусское восстание  Бейбулата Таймиева, быстро охватившее Чечню и Кумыкскую плоскость. Умалат-бек с 200 верными людьми (также прибыл аварский хан и гумбетовский кадий с 4100 пехотинцами) прибывает к повстанцам, дабы показать участникам восстания , что они не одиноки в борьбе против Российской Империи.
Во время Русско-персидской войны Умалат-бек принял меры к возмущению горцев против царских войск. Так, в августе 1828 года он прибывает в Дагестан в качестве представителя Аббаса-Мурзы для найма горцев в персидскую армию и выступления их против русских войск:

Так, в половине августа, явился в Дагестан, посланный Аббас-Мирзою, известный нам Умалат-бек (Амалат-бек) с 12,000 туманов (12,000 руб.) для найма горцев в персидскую армию и вообще для возмущения их.
Но в Дагестане возникла новая сила, противодействующая Российской Империи — мюридизм. Имам Гази-Мухаммад вёл давнюю пропагандистскую работу в горах Дагестана и в Шамхальстве (им было создано общество духовных проповедников — шихов). После начала активных боевых действий Умалат-бек становится вернейшим наибом Гази-Мухаммада, поучаствовав во многих сражениях горцев, и занимается вербовкой кумыков в Шамхальстве. Наиб совершал успешные набеги в продовольственных целях (в одном из них у Сулейман-паши Тарковского было угнано 2500 баранов).
Н. А. Волконский писал:

Отсюда он (Гази-Мухаммед) отправился в Гимры, оставив за себя в шамхальстве Умалат-бека. Последний до того стеснил не только шамхала, но даже и крепость Бурную своими разъездами и пикетами, что гарнизон лишился возможности выпускать на пастьбу скот, добывать себе дрова, перевозить провиант с берега моря и, наконец, показываться непосредственно за стенами крепости 
После смерти Ирази-бека Бамматулинского во время осады Внезапной Гази-Мухаммад провозгласил шамхалом Тарковским Умалат-бека.
22 октября 1831 года Умалат-бек Буйнакский, вновь собрав на территории шамхальства 10 тыс. повстанцев, укрепился в Эрпели. Начальник штаба Отдельного Кавказского корпуса Н. П. Панкратьев, подавивший восстание в Кайтаге и Табасаране, атаковал аул с 2,5 тыс. человек пехоты, 1,5 тыс. человек кавалерии при подавляющем превосходстве над восставшими в артиллерии (12 орудий). После двухчасового боя при Эрпели повстанцы были разбиты, а аул сожжён. В скором времени, восстание в Шамхальстве было подавлено.
Дальнейшая судьба Умалат-бека точно неизвестна. По некоторым данным, после поражения при Эрпели он бежал в Османскую империю, где принимал участие в подготовке новых восстаний горцев Абхазии.

## Память
- Русский писатель Александр Бестужев в 1831 году опубликовал повесть «Аммалат-бек», где образ главного героя выведен в художественной романтизированной форме.

## См.также
- Кавказская война
- История кумыков
- Тарковское шамхальство